# Иртышский письменный памятник
Иртышский письменный памятник — письменный артефакт, памятник древнетюркского письма на лицевой поверхности костяной пряжки.

## Описание
Иртышский письменный памятник представляет собой костяную пряжку. Она была обнаружена при археологических раскопках на правом берегу реки Иртыш в районе села Бобровое Павлодарской области в Казахстане. Находка была сделана во время раскопок одного из Иртышских курганов в 1960 году. Открытие Иртышского письменного памятника принадлежит археологу Ф. Х. Арслановой.  Костяная бляха хранится в Институте истории, археологии и этнографии имени Ч. Валиханова НАН РК. 
На пряжке написаны (вырезаны) шесть знаков. По мнению профессора А. С. Аманжолова, находка относится к V—IV вв. до н. э. Надпись на пряжке является своеобразной магической формулой и гласит «aq sïqïn» (Белый олень, благо олень).